# Drabiwka
Drabiwka (ukr. Драбівка) – wieś na Ukrainie, w obwodzie czerkaskim, w rejonie czerkaskim. W 2001 roku liczyła 1327 mieszkańców.